# Хидыр-Алиев, Инагаджан
Инагаджан Хидыр-Алиев (1891—1929) — советский военный и хозяйственный деятель, член РВС СССР.

## Биография
С февраля 1919 член РКП(б). Участник подавления басмачества, писал с места событий: «В сентябре 1920 года число басмачей достигло 70000 человек и наводило ужас». С октября 1922 до 1 января 1924 председатель ЦИК Автономной Туркестанской ССР. С 1922 до 1923 народный комиссар земледелия Автономной Туркестанской ССР. С 28 августа 1923 до 21 ноября 1925 член Реввоенсовета СССР. С 1924 постоянный представитель Автономной Туркестанской ССР при Президиуме ВЦИК. С 18 ноября 1924 до 13 февраля 1925 член Революционного комитета Узбекской ССР, затем с 1924 до ноября 1925 народный комиссар земледелия Узбекской ССР. С июля 1926 до ноября 1928 председатель Правления Узбекского республиканского Сельскохозяйственного банка. С ноября 1928 до 1 января 1929 член правления центрального Сельскохозяйственного банка СССР.
На новый год покончил жизнь самоубийством в столице. Похоронен на Донском кладбище.

### Награды
- 1923, орден Красного Знамени.[4]